# Проста річ
«Проста́ річ» (рос. «Простая вещь») — радянський драматичний фільм 1958 року, знятий режисером Тамазом Меліавою на Кіностудії імені Олександра Довженка. У головних ролях — Сергій Курилов і Жанна
Сухопольська.
Прем'єра в СРСР відбулася 5 березня 1958 року — у кінотеатрах, а 20 лютого 1958 — телепрем'єра.

## Сюжет
Екранізація оповідання Бориса Лавреньова «Оповідання про одну річ».

## У ролях
- Сергій Курилов — Орлов / Леон Кутюр'є
- Жанна Сухопольська — Белла / Марго Кутюр'є
- Олександр Хвиля — Семенухін
- Олег Жаков — Туманович
- Олександр Ануров — Соболевський
- Костянтин Немоляєв — Розенбах
- Олег Борисов — прапорщик Терещенко
- Сергій Петров — лікар Соковнін
- Анна Пекарська — Соковніна
- Марія Капніст — гостя
- Анатолій Теремець
- Валерій Зінов'єв — епізод
- Анатолій Моторний — епізод
- Алла Ролик — епізод
- Микола Рушковський — епізод
- Анатолій Гриневич — епізод

## Знімальна група
- Режисер: Тамаз Меліава
- Сценаристи: Б. Гримак, Тамаз Меліава
- Оператор: Вадим Іллєнко
- Композитор: Ілля Віленський
- Художники-постановники: А. Матвєєв, Петро Орлов, Антоніна Петрова